# Liên đoàn bóng đá Bénin
Liên đoàn bóng đá Bénin (tiếng Pháp: Fédération béninoise de football) là tổ chức quản lý, điều hành các hoạt động bóng đá ở Bénin. Liên đoàn quản lý đội tuyển bóng đá quốc gia Bénin, tổ chức các giải bóng đá như vô địch quốc gia và cúp quốc gia. Liên đoàn bóng đá Bénin gia nhập FIFA năm 1948 và CAF năm 1966.